# Cloé Ollivier
Cloé Ollivier, née le 4 février 2004 à Longueuil, au Canada, est une patineuse de vitesse sur piste courte de nationalité française.

## Biographie
Cloé Ollivier commence le patinage à l’âge de cinq ans et, un an plus tard, commence le patinage de vitesse, au sein de la section vitesse de l’association de patinage de Cholet (ACPG), en France. En 2018, elle intègre le centre d’entraînement national de short track, situé à Font-Romeu-Odeillo-Via. Elle s'entraîne au Centre national d'entraînement en altitude - CREPS Font-Romeu.

## Carrière sportive
En 2019, elle remporte le titre de Championne de France Junior (chez les moins de 15 ans) et prend la 3e place au Championnat de France Elites de la FFSG.
En décembre 2020, elle prend la 4e place au Championnat de France Elites après avoir fini troisième sur le 1000 et 1500 m mais encourt une pénalité sur le 500 m.
En 2020, elle est la représentante française aux Jeux olympiques de la jeunesse d'hiver de 2020 et termine à la 13e place au 500 m et à la 19e au 1 000 m.

### Débuts internationaux
En 2020, elle participe aussi à ses premiers championnats du monde Juniors, à Bormio, en Italie, où elle se classe à la 30e place au 1 000 m et à la 37e au 1 500 m, prenant une pénalité au 500 m.
En 2020, elle est sélectionnée pour la première fois en équipe de France et intègre le relais dame en tant remplaçante début 2021.
Le 24 janvier 2021, c’est en tant que remplaçante qu’elle participe aux Championnats d'Europe de patinage de vitesse sur piste courte du relais féminin, sur 3 000 m, (avec Gwendoline Daudet, Aurélie Lévêque, Aurélie Monvoisin et Tifany Huot-Marchand) à Gdańsk en Pologne. Il s'agit du tout premier titre européen pour l'équipe de France en relais, toutes catégories confondues. Le 7 mars 2021, elle est à nouveau remplaçante au sein de l’équipe nationale de relais féminin (Gwendoline Daudet, Aurélie Lévêque, Aurélie Monvoisin et Tifany Huot-Marchand) qui décroche le titre de vice-championne sur le 3000 m lors de Championnats du Monde de short track à Dordrecht aux Pays-Bas.
Aucun de ces titres (championne d'Europe, vice-championne du monde) ne peuvent cependant s'inscrire aux lignes de son palmarès, puisqu'elle n'y a participé qu'en tant que remplaçante et n'a pris part à aucune course durant ces deux compétitions.

### Saison 2021- 2022
Après avoir été remplaçante pour les deux premières étapes de la Coupe du Monde au Japon et en Chine, elle participe en tant que titulaire à la Coupe du Monde qui a eu lieu à Dordrecht et se place 37e sur le 1500 m.
En mars, elle participe aux Championnats du monde Juniors à Gdansk et se classe 8e au 1000 m, 13e au 1500 m et 15e au 500 m.

### Saison 2022- 2023
Pour sa dernière année de junior, Cloé a été engagée sur le circuit junior et senior.
Elle a participé aux France Elites, aux Championnats d’Europe, Championnats du Monde, les coupes du monde sur le circuit senior et aux Championnats du monde junior, la junior Challenge Star Class ainsi que la finale de l’ISU Junior Challenge sur le circuit junior.
Point de vue des résultats, 1 top 10 et 2 top 15 au cours des 4 coupes du monde, une deuxième place au classement général du junior Challenge de Turin ainsi que la deuxième place au général à la première ISU Junior Challenge, Europa Cup finale. À l’occasion de l’ISU Challenge, elle prend aussi le record de France sur 1500 m pour les dames U19.

### Saison 2023-2024
En début de saison, elle se blesse lors d’un de ses cours de STAPS. La même semaine, elle part à la première coupe du monde se tenant à Montréal. N’étant pas capable de faire des départs dû à sa cheville, pendant toute la saison, elle ne s’alignera que sur le 1500m. Finalement, elle sera diagnostiquée d’une triple facture du talus et fera entre autres l’impasse sur les France Elites 2023.
Aux Championnats d'Europe 2024 se tenant à Gdańsk, elle remporte la médaille de bronze du relais féminin sur 3 000 mètres avec Aurélie Lévêque, Gwendoline Daudet, Bérénice Comby et Eva Grenouilloux (remplaçante).
Aux Championnats du Monde, elle ne courut que les 1500m et se placera en 17e position.

### Saison 2024-2025
En juillet 2024, à la suite des besoins de travaux de la patinoire de Font Romeu, Cloé fait partie du collectif qui est déplacé en Italie à Bormio et s’entrainera en partenariat avec l’équipe italienne pour la saison 2024-2025. Elle sera désormais entrainée par Thibaut Fauconnet, nommé coach national en juin 2024.
Le 19 janvier 2025, elle devient championne d'Europe du relais mixte sur 2000 m (avec Quentin Fercoq, Aurélie Leveque, Gwendoline Daudet, Tawan Thomas et Étienne Bastier), à Dresde, en Allemagne.
Le 23 janvier 2025, aux côtés de ses coéquipières Aurélie Leveque, Eva Grenouilloux et Bérénice Comby, elle remporte la médaille de bronze au relais féminin 3000 m lors des Jeux Universitaires Mondiaux (FISU) à Turin.
Parmi ses autres résultats marquants de la saison : une 9ᵉ place au 1500 m lors des Championnats d’Europe, une 13ᵉ place au 1500 m lors des ISU World Tours aux Pays-Bas et en Italie, ainsi qu’une 12ᵉ place au 1500 m lors de l’ISU World Tour à Beijing, en Chine.